# Wilhelm Rolny

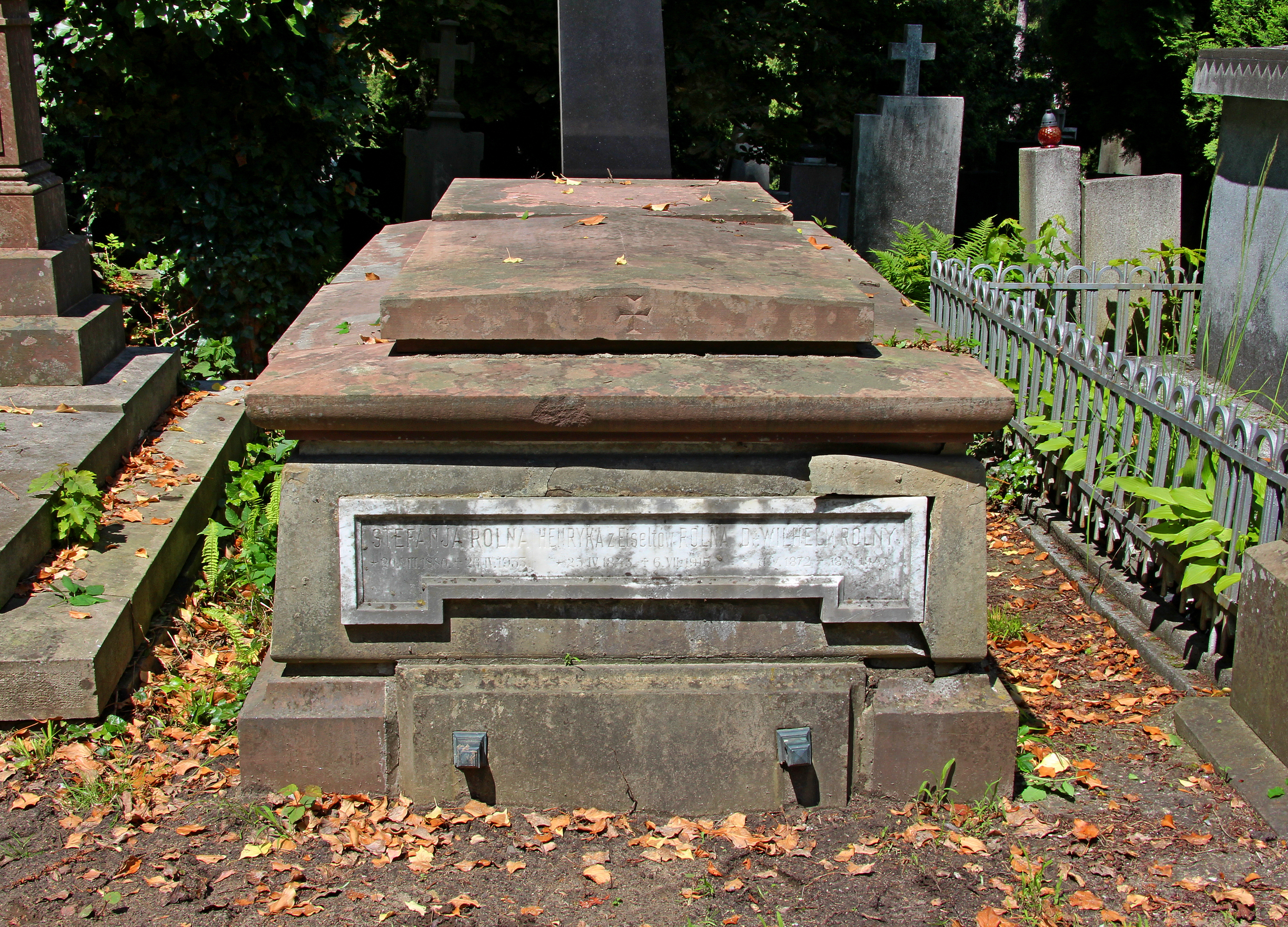
Grób Wilhelma Rolnego

Wilhelm Adolf Władysław Rolny (ur. 11 maja 1872 we Lwowie, zm. 15 maja 1941 we Lwowie) – historyk polski, wicedyrektor Biblioteki Uniwersytetu Lwowskiego, wydawca źródeł historycznych.
Uczęszczał do IV Gimnazjum we Lwowie, w latach 1889–1895 studiował na Wydziale Prawa i Filozofii Uniwersytetu Lwowskiego, uzyskując w marcu 1896 dyplom doktora praw. W czasie studiów był aplikantem w Krajowym Archiwum Akt grodzkich i ziemskich we Lwowie, na polecenie Wydziału Krajowego porządkował archiwalia miasta Bełz. Od 1893 pracował w Bibliotece Uniwersytetu Lwowskiego, początkowo jako wolontariusz, potem praktykant i od 1905 skryptor. Pracę kontynuował także w okresie I wojny światowej jako kustosz, a w 1920 został mianowany wicedyrektorem. Przeszedł na emeryturę w 1925.
Był m.in. sekretarzem Towarzystwa Kursów Akademickich dla Kobiet, sekretarzem Powszechnych Wykładów Uniwersyteckich, honorowym członkiem Towarzystwa Biblioteki Słuchaczów Prawa we Lwowie, członkiem komisji egzaminacyjnej dla nauczycieli szkół powszechnych, działaczem Związku Katolickich Towarzystw i Zakładów Dobroczynnych we Lwowie. Należał do grona współzałożycieli lwowskiego koła Związku Bibliotekarzy Polskich i wspólnie z Ludwikiem Bernackim, Przemysławem Dąbkowskim i Franciszkiem Smolką wszedł w skład komisji statutowej. Od 1935 był członkiem przybranym Towarzystwa Naukowego we Lwowie.
Uczeń Ksawerego Liskego, prowadził badania naukowe z dziejów nowożytnych, publikując na łamach „Kwartalnika Historycznego”, „Przeglądu Prawa i Administracji”, „Muzeum”, „Biblioteki Warszawskiej”. Ogłaszał także zestawienia bibliograficzne. Wydał m.in. lwowskie akta konsystorskie z końca XV w. (Acta officii consistorialis Leopoliensis antiquissima, 1927-1930). Kilka publikacji poświęcił dziejom Lwowa. Z prac Rolnego można wymienić Epizod z życia ks. Piotra Skargi („Kwartalnik Historyczny”, 1893), Kiedy umarł arcybiskup lwowski Jan Wątróbka? („Kwartalnik Historyczny”, 1926), Krótki opis Lwowa (1894).
Został pochowany na cmentarzu Łyczakowskim.